# Quai de la Rapée metróállomás
A Quai de la Rapée egy metróállomás Franciaországban, Párizsban a párizsi metró 5-ös metróvonalán.

## Metróvonalak
Az állomást az alábbi metróvonalak érintik:
- 5-ös metróvonal

## Kapcsolódó állomások
A metróállomáshoz az alábbi állomások vannak a legközelebb:
- Gare d’Austerlitz (Place d’Italie, 5-ös metróvonal)
- Bastille (Bobigny – Pablo Picasso, 5-ös metróvonal)